# 新青山トンネル

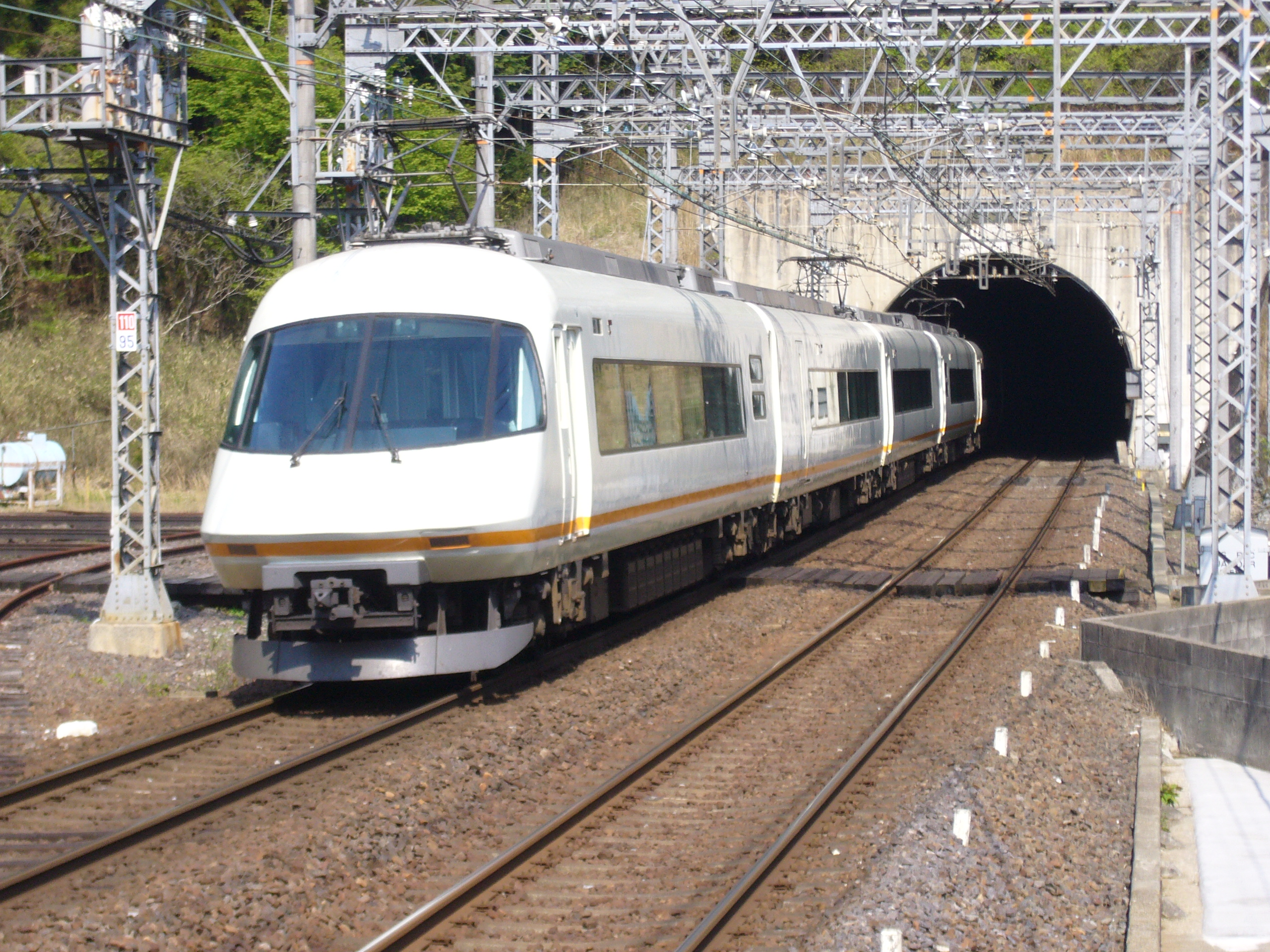
西青山駅から見た新青山トンネル。トンネルの手前は、架線柱の間隔が短くなっている。

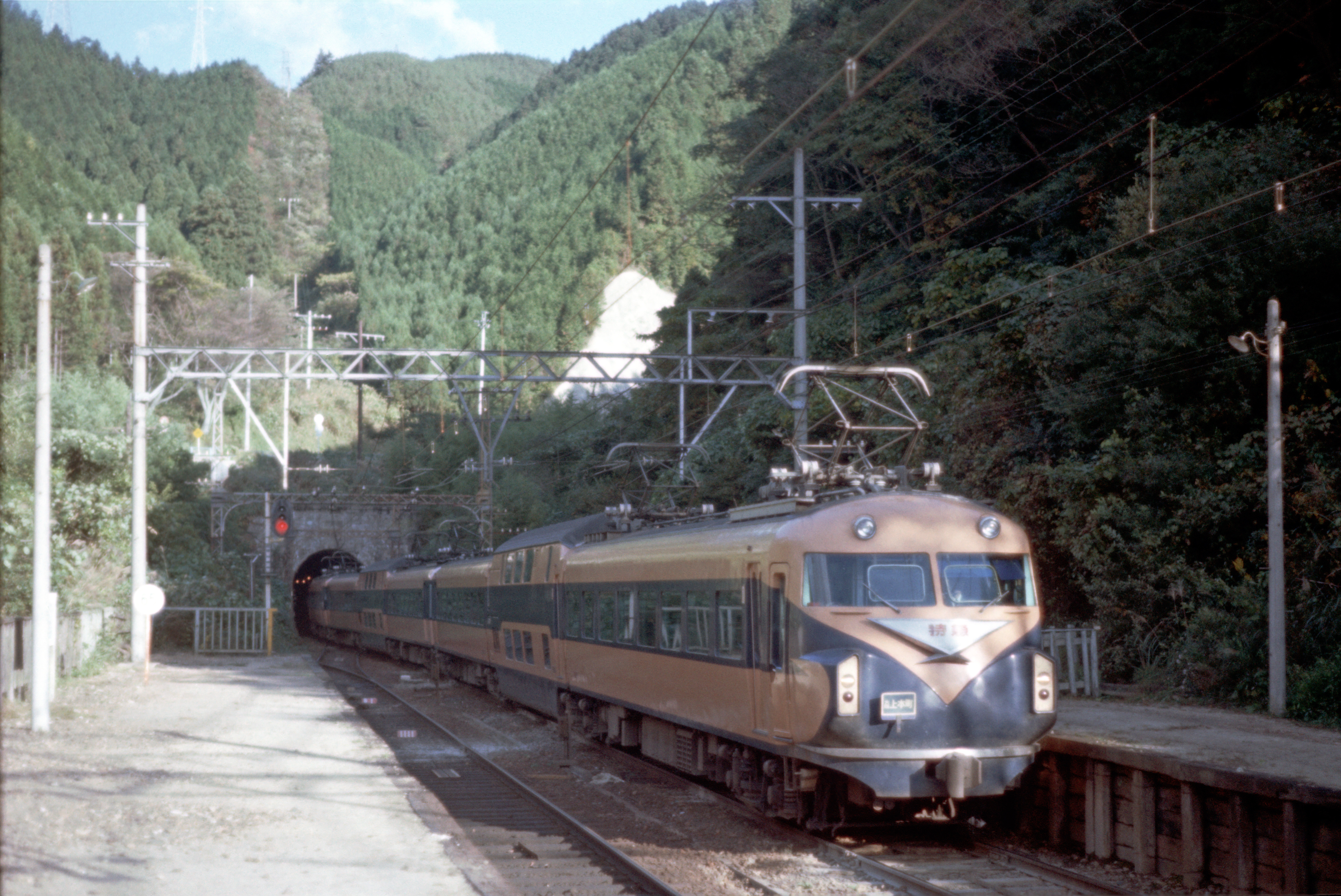
旧青山トンネルを出て、旧西青山駅を通過する10100系A編成を先頭とした上本町行特急。

新青山トンネル（しんあおやまトンネル）は、垣内トンネル（1,165m）とともに三重県伊賀市と同県津市に跨る布引山地（青山峠）を貫き、近鉄大阪線の西青山駅 - 東青山駅間を結ぶ、全長5,652mにおよぶ日本の大手私鉄最長の山岳トンネルである。
1972年（昭和47年）8月に着工し、1975年（昭和50年）11月23日に完成した。建設事業者は大林組（東工区）・鹿島建設（西工区）のJV工事である。
本項では、前身の青山トンネル（あおやまトンネル）についても記述する。

## 概要
それまでこの区間を通る列車は、1930年（昭和5年）に開通した単線の青山トンネルを通行していた。全長3,432m、トンネル内は直線で33.3‰の勾配となっていた。トンネル西坑口の上には、同区間の建設に当たった参宮急行電鉄を設立した大阪電気軌道の当時の社長である金森又一郎の揮毫による「徳無疆」の扁額が掲げられた。徳は恩恵や加護、無疆は永遠を意味する。
トンネルの西側に旧・西青山駅が、東側に旧・東青山駅があり、両駅での列車交換が可能になっていた。東青山駅から榊原温泉口駅（1965年までは佐田駅）にかけては北へ大きく迂回する線形で、途中に列車交換用の垣内西・垣内東信号所が設けられていた。開通当時から存在した名張駅 - 伊勢中川駅間の41.7kmの単線区間のうち、伊賀上津駅 - 伊勢中川駅間の17.9kmを除く区間については1967年（昭和42年）までに複線化を完了していたが、急峻な山岳地帯が連続するため難工事が予想されていた青山トンネル付近は手が付けられないままでいた。しかしこの単線区間が輸送力増強を行う上でいわゆるボトルネックになっていたこともあり、複線化の計画が1970年（昭和45年）頃に浮上する。
その矢先、1971年（昭和46年）10月25日、垣内東信号所東側の単線区間にある総谷トンネル（全長356m）内で特急列車同士が衝突するという列車衝突事故（近鉄大阪線列車衝突事故を参照）が発生、計25名（上り列車の運転士も含む）の死者を出す大事故となった。これを契機に輸送力増強と所要時間の短縮、そして抜本的な線路改良による運転保安度の改善を目的に、トンネルの前後区間を含む単線区間の複線化計画を予定より前倒しして工事を実施することとなった。旧線区間は地すべり多発地帯でもあったため、伊賀上津駅から榊原温泉口駅までほぼ全区間複線の新線に切り替えられることになり、当トンネルをはじめとする新トンネル（総谷トンネルも新総谷トンネル（353m）を建設し線路を移設）の完成により、近鉄大阪線は全線複線となった。新線区間は道路とは全て立体交差となり踏切は廃止された。最急33.3‰の勾配が存在するが（新青山トンネル内は22.8‰）、曲線半径は1,000m以上を基本としている。
当トンネルの開通は、この区間における安全かつ高速・大量かつ効率的な旅客輸送を可能とし、乗客の利便性向上や所要時間短縮など多くの恩恵をもたらしている。
さらにこのトンネルの開通により、当時の日本の大手私鉄の山岳トンネル最長記録が更新された（開通以前は西武秩父線の正丸トンネルが日本の大手私鉄最長で、全長4,811mであった）。その時点では大手に限らず私鉄及び第三セクターの山岳トンネルとしても日本最長であったが、その後1984年開業の三陸鉄道北リアス線の真崎トンネル（6,532m）に抜かれ、現在は2024年3月16日にJR北陸本線から移管されたハピラインふくい線の北陸トンネル（13,870m）が最長となっている。
なお、運賃計算は新青山トンネルの開通後も旧線経由の営業キロを用いて行う。そのため、榊原温泉口駅の大阪寄り（大阪上本町駅から新線経由で93.738km、旧線経由で95.054km地点）に距離更正点が立てられていてここから名古屋・伊勢志摩方面の営業キロは旧線経由の実キロ数を採用するほか、山田線内の距離標は旧線経由の実キロ数が記されている。

## 特徴
トンネル内部は、完全な直線となっており、また西青山駅から東青山駅へ向かって22‰の下り勾配となっているが、途中に東青山変電所があるため、その部分（約80m）は明かり区間となっている（北緯34度40分36.5秒 東経136度18分7.8秒 / 北緯34.676806度 東経136.302167度）。また、東側に隣接する垣内トンネルを含め全長7kmに及ぶロングレールが敷かれている。
架線にはコンパウンドカテナリー式剛体架線を採用しており、トロリ線の断線を防いでいる。この剛体架線は近鉄独自のもので、通常の剛体架線と異なり、たわみに対応できるため高速走行も可能となっており、上り勾配方向（大阪・京都行き）の一部の特急列車で130km/h運転も実施されている（伊勢・名古屋方向へ向かう列車は下り勾配による制動距離の関係で特急列車は105km/h、快速急行以下の列車は95km/hに制限されている）。また、新青山トンネル以外の大阪線のトンネルでもこの方式の架線が広く採用されている。なお、通常の架線との切り替え地点は架線柱の間隔が短くなっているのが特徴である。
トンネル坑口の上には、着工時の社長であり、完成当時の会長でもある佐伯勇の揮毫による「徳不孤」の扁額が掲げられている。これは論語の一節「子曰徳不孤必有鄰」（意：孔子いわく、徳のある人物は孤独ということはない、必ず仲間がいるものだ。）に由来するものであり、この一節を「単線では決して立派な鉄道とは言えない。複線であってこそ立派だと言えるのだ」と読み替え、大阪線複線化事業の完成を祝う思いが込められている。
この他、トンネル西坑口（大阪上本町駅起点84.048km地点）が大阪統括部と名古屋統括部の区界となっている。また伊賀地方と伊勢地方の境目（布引山地）でもあるなど、地理的にも大阪と名古屋の中間点であり、文化的にも中部地方（東海地方）と近畿地方（関西地方）の境界といえる場所にある。
大阪難波駅と近鉄名古屋駅を同時に発車した（両駅とも毎時0分発）名阪甲特急（ひのとり）は、このトンネルの前後ですれ違うダイヤとなっている。なお旧トンネル時代は白紙ダイヤ変更を行う際には、まず青山トンネルおよびその前後の単線区間から特急列車のダイヤの設定を行い、続いてこの区間を運転する特急列車の全体の時刻を設定し、その後にこの区間を運転する特急列車に接続する別の特急列車のダイヤを決めていた。